# Ivica Jurkić
Ivica Jurkić (Livno, 22 febbraio 1994) è un calciatore croato, difensore dello Jalžabet.

## Carriera
Cresciuto nelle giovanili del Troglav, Jurkić ha esordito in prima squadra nel 2013, collezionando 9 presenze nella stagione 2013-2014. Successivamente ha giocato per il Kamešnica Podhum, prima di trasferirsi nel 2015 al Zara, dove è sceso in campo in 10 occasioni.
Nel 2015 ha firmato con l’NK Hrvatski Dragovoljac, club di seconda divisione croata, totalizzando 6 presenze. L'anno successivo è passato all’NK Istra 1961, squadra della Prva HNL, con cui ha disputato 18 partite nella massima serie croata.
Dopo una breve parentesi senza presenze al Mladost Doboj Kakanj in Bosnia, nel 2017 si è trasferito in Italia al Bisceglie, militante in Serie C, dove ha giocato per due stagioni totalizzando 30 presenze.
Successivamente ha militato in diversi club dilettantistici tra Croazia, Austria e Slovenia, tra cui NK Zelina, USV Waldbach e NK Rogaška. Dal 2021 gioca per lo NK Jalžabet.